# پت موریتا
نوریوکی «پت» موریتا (انگلیسی: Noriyuki "Pat" Morita؛ زاده ۲۸ ژوئن ۱۹۳۲- درگذشته ۲۴ نوامبر ۲۰۰۵) بازیگر و کمدین آمریکایی بود. او بیشتر به خاطر بازی در نقش ماتسو «آرنولد» تاکاهاشی در روزهای خوش، آقای میاگی در مجموعه فیلم‌های بچه کاراته‌کار، کاپیتان سام پاک در سریال کمدی مش، آه چو در سنفورد و پسر، مایک وو در پرونده‌های اسرارآمیز شلبی وو و امپراتور چین در مولان و مولان ۲.
موریتا در سال ۱۹۸۵ نامزد جایزه اسکار بهترین بازیگر نقش مکمل مرد برای بازی در نقش آقای میاگی در بچه کاراته‌کار که اولین مورد از یک فرانچایز رسانه‌ای است. موریتا در ۲۸ ژوئن ۱۹۳۲ در ایسلتون، کالیفرنیا، از والدین مهاجر ژاپنی به دنیا آمد. پدر موریتا، تامارو، متولد ۱۸۹۷، در سال ۱۹۱۵ از استان کوماموتو در جزیره ژاپنی کیوشو به کالیفرنیا مهاجرت کرد. همسر تامارو، مومو، متولد ۱۹۰۳، در سال ۱۹۱۳ به کالیفرنیا مهاجرت کرد. نوریوکی، همان‌طور که پت نام داشت، برادری به نام هیدئو (هری) داشت که دوازده سال بزرگتر بود.

## درگذشت
موریتا در ۲۴ نوامبر ۲۰۰۵ در خانه‌اش در لاس وگاس، نوادا، در سن ۷۳ سالگی بر اثر نارسایی کلیه، به دنبال عفونت مجاری ادرار و کیسه صفرا درگذشت. موریتا در طول زندگی خود با اعتیاد به الکل مبارزه کرده بود. او در سردخانه و گورستان (پالم گرین ولی) در لاس وگاس، نوادا سوزانده شد.